# Ocrepeira cuy
Ocrepeira cuy là một loài nhện trong họ Araneidae.
Loài này thuộc chi Ocrepeira. Ocrepeira cuy được Herbert Walter Levi miêu tả năm 1993.